# Karstia upperyangtzica
Espèce
Karstia upperyangtzica est une espèce d'araignées aranéomorphes de la famille des Theridiosomatidae.

## Distribution
Cette espèce est endémique du Guizhou en Chine,.

## Publication originale
- Chen, 2010 : Karstia, a new genus of troglophilous theridiosomatid (Araneae, Theridiosomatidae) from southwestern China. Guizhou Science, vol. 28, no 4, p. 1-10.